# Barbara Rohm
Barbara Rohm (* 1966 in Goslar) ist eine deutsche Fotografin, Regisseurin und politische Aktivistin für sichere und faire Arbeitsbedingungen in der Kulturbranche.

## Leben und Wirken
Barbara Rohm besuchte von 1989 bis 1991 die Staatliche Fachakademie für Fotodesign München. Nach ihrem Abschluss dort studierte Barbara Rohm an der Hochschule für Fernsehen und Film München Dokumentarfilm und Fernsehpublizistik. Ein Auslandssemester absolvierte sie an der Nederlandse Film en Televisie Academie in Amsterdam. Nach dem Studium arbeitete sie als Regisseurin für ProSieben. Sie führte außerdem Regie bei Werbefilmen für Amazon, Deutsche Bank, KPMG sowie andere und arbeitete dabei teils mit der Kamerafrau Eeva Fleig zusammen.
Daneben erstellte sie Fotoreportagen für Zeitungen und Zeitschriften, unter anderem  Süddeutsche Zeitung, Frankfurter Rundschau und Focus. Themen waren beispielsweise Sinnsuchende in der Zukunftsstadt Auroville in Indien oder Seenomaden vor der Küste Thailands. In Zusammenarbeit mit der Autorin und Grafikerin Francisca Drechsler brachte sie 2014 nach rund zweijähriger Vorbereitung einen Bildband mit 20 Portraits von Menschen, die in den historischen Stätten von Schloss Sanssouci leben und arbeiten, heraus. Unterstützt wurde das Projekt von Jürgen Becher, dem Leiter des Informations- und Dokumentationszentrums der Stiftung Preußische Schlösser und Gärten Berlin-Brandenburg.
2014 war sie Mitbegründerin und Vorstandsmitglied von Pro Quote Regie. 2018 wurde der Verein umbenannt zu ProQuote Film, einhergehend mit einer Erweiterung des Fokus von ausschließlich Regisseurinnen auf alle Filmberufe. Rohm war auch dort Vorstandsmitglied und langjährige Vorsitzende. Sie trug als Projektleiterin die Verantwortung für mehrere Kampagnen und Veranstaltungen des Vereins.
In der Folge der #MeToo-Bewegung war Rohm Mitiniatiatorin der Themis-Vertrauensstelle gegen sexuelle Belästigung und Gewalt. 2018 war sie gemeinsam mit Bernhard F. Störkmann, dem Justiziar der BFFS, vorläufiger Gründungsvorstand des Trägervereins und blieb über dessen Ausscheiden am 1. Juli 2019 hinaus dort aktiv.
2019 gründete sie gemeinsam mit der Kulturmanagerin und BücherFrau Yvonne de Andrés die Initiative Power to Transform!, die sich als feministischen Think Tank versteht. Der eingetragene Verein hat seinen Sitz in Berlin. Stand Dezember 2024 vertritt Rohm den Verein gemeinsam mit Chun Mei Tan. Jeweils im Rahmen der Berlinale organisierte der Verein 2023 und 2024 unter dem Motto „Power to Change“ das Global Forum for Women Film Organizations in den Räumlichkeiten der Kanadischen Botschaft. 2023 nahmen 59 internationale Organisationen am Forum teil. 2024 wurde die Veranstaltung von Rohm, sowie Bundesministerin Lisa Paus und Berlinale-Geschäftsführerin Mariette Rissenbeek eröffnet.
Rohm gründete den culture change hub, um damit Expertise und Tools für einen Kulturwandel sowie für faire und würdevolle Arbeitsbedingungen in der Kulturbranche anzubieten. Dazu gehörte die erste Ausbildung im deutschsprachigen Raum zum Intimacy Coordinator. Kurse und Workshops zu diesem Themengebiet führt sie außerdem als Ausbildungsleiterin und Dozentin an künstlerischen Hochschulen und anderen Institutionen, zum Beispiel Zürcher Hochschule der Künste und Erich Pommer Institut durch.
Rohm ist national und international als Speakerin und Referentin zu den Themen Arbeitskultur und Kulturwandel, Darstellungen von Intimität und sexualisierter Gewalt, Stereotype Perspektiven in den Medien und der Male Gaze, Genderbalance und Diversität tätig.  2023 war sie mit anderen zum Fachgespräch „Frauen in Kultur und Medien“ in den Bundestag eingeladen. Ende Januar 2024 war sie Teilnehmerin des Fachgesprächs zum Thema „Diversität im Film“.
Barbara Rohm lebt mit ihrer Familie in Potsdam.

## Auszeichnungen
- 1996: Murnau-Kurzfilmpreis für den ersten Akt des Films Die Gebrüder Skladanowsky, gemeinsam mit Wim Wenders und mehreren Studierenden der Hochschule für Fernsehen und Film, München: Carlos Alvarez, Peter Carsten Funke, Henrik Heckmann, Veit Helmer, German Kral, Bodo Lang, Matthias Lehmann, Eva Munz, Stefan Puchner, Barbara Rohm, Marcus Schmidt, Alina Theodorescu[24]
- 2018: Im Rahmen der Gala zum Deutschen Schauspielpreis 2018 erhielt Barbara Rohm eine Hälfte des Sonderpreises „Starker Einsatz“, der von ver.di und dem Bundesverband Schauspiel gemeinsam vergeben wird, für ihr Engagement im Rahmen von ProQuote Film und den Aufbau von Themis. Die andere Hälfte ging an Birgit Guðjónsdóttir für ihre Rolle beim Aufbau des Kamerafrauen-Netzwerks Cinematographinnen.[25]

## Filmographie (Auswahl)
- 1993: Frau und Geschlecht (Kamera, Kurzfilm 5 Minuten, Uraufführung: Oktober 1993, Internationale Hofer Filmtage)
- 1993: Gäste (Regie)
- 1995: Wer einmal da ist ... bleibt - Praterleute (Kurzfilm 33 Minuten, Regie, Drehbuch und Kamera, Kamera außerdem Konrad Wickler)
- 1996: Die Gebrüder Skladanowsky (Regie: Wim Wenders mit Studenten der Hochschule für Fernsehen und Film München)
- 1998: Skywalker (Kurzfilm 6 Minuten: Regie, Produktion mit Volker Gustedt, Uraufführung: 31. Oktober 1998, Internationale Hofer Filmtage)
- 1998 Fensterspiele (Kurzfilm 15 Minuten, Regie)[26]

## Buchpublikation
- Francisca Drechsler (Text), Barbara Rohm (Foto): Menschen in Sanssouci: Leben und Arbeiten im Weltkulturerbe. h.f.ullmann publishing, Potsdam 2014, ISBN 978-3-8480-0760-8.